# Proteiny (Prawo Ojca)
.

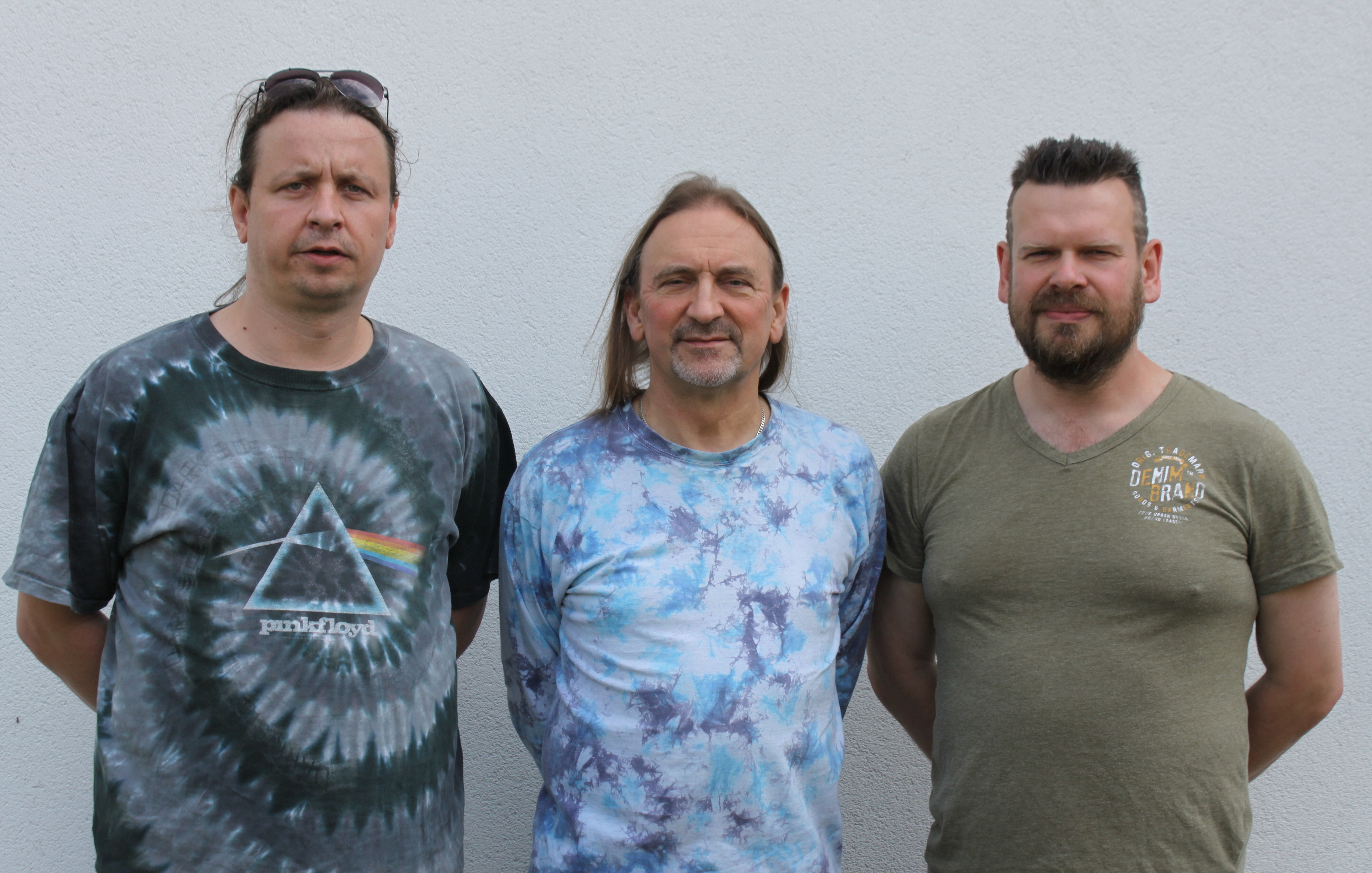
Michał Kielak, Marek Piekarczyk i Jarosław Pijarowski w czasie sesji nagraniowej do minialbumu „Proteiny (Prawo Ojca)”

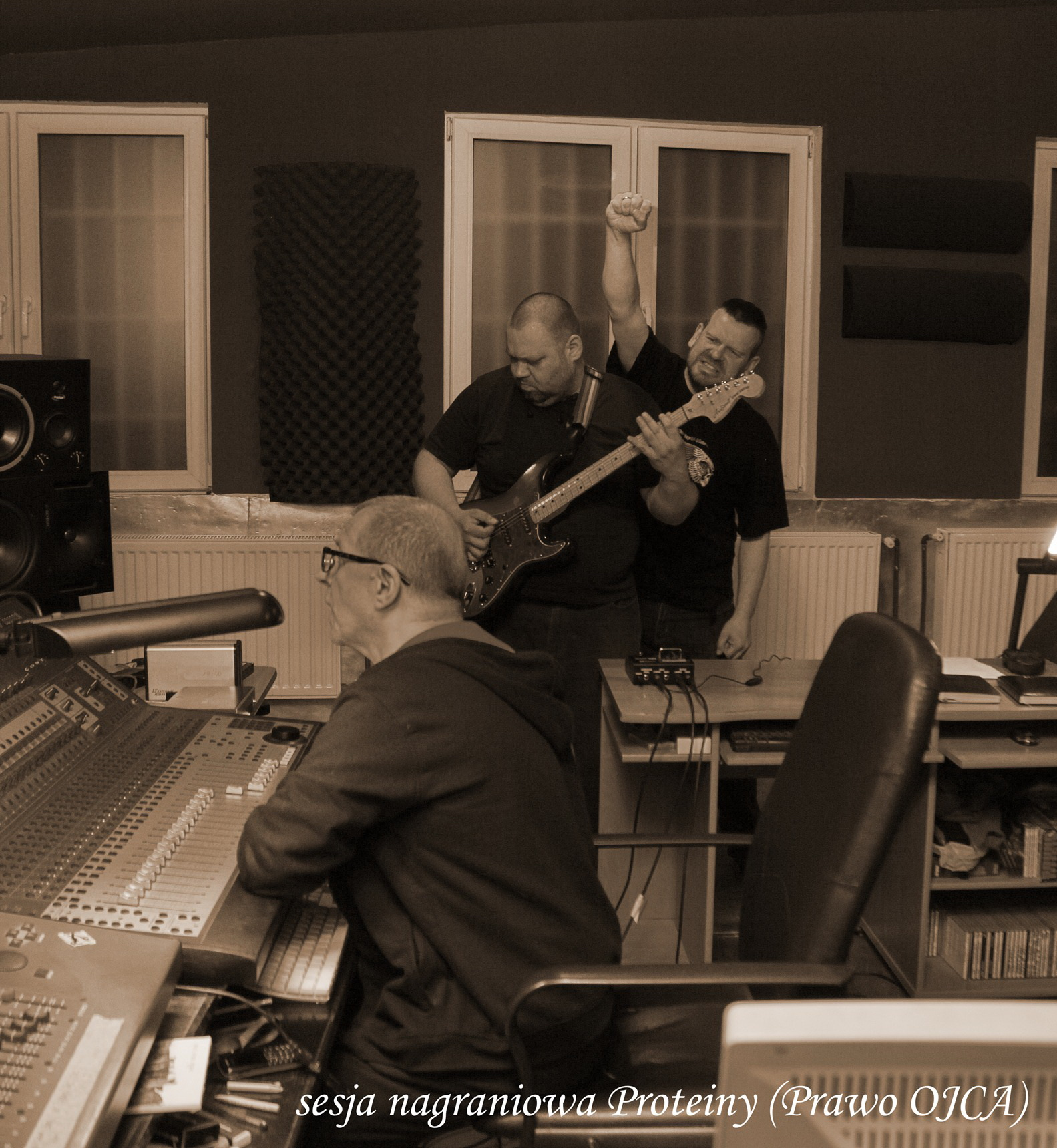
Maciej Myga, Jakub Pacanowski (realizator) i J.Pijarowski w czasie sesji nagraniowej do minialbumu „Proteiny (Prawo Ojca)” w studiu nagraniowym w Bydgoszczy

Proteiny (Prawo Ojca) – studyjny singiel promujący album „OFF – Życie bez dotacji” J.Pijarowskiego. Singiel nagrany w składzie: Jarosław Pijarowski, Marek Piekarczyk, Michał Kielak, Maciej Myga, Jakub Marszałek oraz gościnnie Leszek Goldyszewicz. Materiał zarejestrowano w 2014 r. w studiach nagraniowych w Bydgoszczy. Wydany w 2014 roku przez Brain Active Records. Zmiksowany został w London Entertainment Studio przez J.Pijarowskiego.

## Geneza
Całość oparta jest na tekście J.Pijarowskiego zatytułowanym: „Proteiny (Prawo Ojca)” przedstawiającym problematykę kontaktu mężczyzny - ojca z dziećmi w sytuacji rozpadu związku partnerskiego. Z inicjatywy autora artyści nagrali kilkanaście interpretacji tekstu w różnych konwencjach muzycznych; począwszy od bluesa - duetu Marka Piekarczyka i Michała Kielaka, poprzez rock w wykonaniu Grupy G21 do formy ambientowej Nightcrawlera oraz chóralnej wykonywanej przez męskie trio.

## Idea albumu
Jedna z nielicznych realizacji dotykających problemu kontaktu rodziców z dziećmi w sytuacji rozpadu związku partnerskiego.Utwór ten był jedną z form wsparcia działań organizacji zajmujących się tą problematyką i powraca każdego roku w Dniu Dziecka i Dniu Ojca

## Lista utworów[7]

### Muzyka
1. „Proteiny (Prawo Ojca)” – Nightcrawler - 05:20
2. „Proteiny (Prawo Ojca)” – Grupa G21 - 02:37
3. „Proteiny (Prawo Ojca)” – Chór -Jedność w sercu - 01:17

### Teledysk
1. „Proteiny (Prawo Ojca)” - teledysk – 04:40[8][9]

## Skład
- Marek Piekarczyk
- Michał Kielak
- Maciej Myga (23.09 1973 - 21.07.2023)[10]
- Jakub Marszałek
- Jarosław Pijarowski

### Gościnnie
- Leszek Goldyszewicz

## Informacje dodatkowe
- Cały nakład cyfrowego singla został wydany na specjalnie przygotowanym pendrive w kształcie złotej karty kredytowej.
- Istnieją cztery wersje frontu pendrive (trzy zawierają zdjęcia z realizacji teledysku), wszystkie egzemplarze zostały podpisane przez artystów i dystrybuowane tylko w celach charytatywnych.
- „Proteiny (Prawo Ojca)” - teledysk w wersji podstawowej został wyprodukowany przez Agencję Produkcji Filmowej Tomasz Szamałek w 2014 r. [11]
- W rolę męską wcielił się Piotr Kondraciuk, a w role kobiece: Monika i Noemi Kubala.
- „Proteiny (Prawo Ojca)” - teledysk w wersji podstawowej został zrealizowany przy Ulicy Młyńskiej w Bydgoszczy.
- „Proteiny (Prawo Ojca)” - teledysk do utworu w wersji grupy G21 został wyprodukowany przez Brain Active Records i opublikowany w 2015 r. [12]
- Tekst „Proteiny (Prawo Ojca)” - został opublikowany w książce OFF – Życie bez dotacji wydanej w 2015 r.